# Republic Plaza (Denver)
Republic Plaza
O Republic Plaza é um arranha-céu de 56 andares e 218 m (714 ft) de altura, localizado em Denver, Colorado. Atualmente é o maior edifício de Denver e de toda a região das Montanhas Rochosas dos Estados Unidos. O edifício começou a ser construído em 1983 e foi concluído em 1984.
O prédio foi projetado pela Skidmore, Owings & Merrill e construído em concreto reforçado revestido com granito da Sardenha, o Republic Plaza inclui mais de 110.000 m² de espaços de escritórios e três andares de varejo que contêm lojas, restaurantes e empresa de serviços. O edifício tem um lobby de mármore de 3 andares que apresenta um programa trimestral, "Art in Public Places".